# Kleine Brüder vom Evangelium
Die Kleinen Brüder vom Evangelium sind eine katholische Ordensgemeinschaft innerhalb der Geistlichen Familie Charles de Foucaulds.
So wie die Kleinen Brüder Jesu beziehen sich die Kleinen Brüder vom Evangelium in ihrer Spiritualität auf Charles de Foucauld und wurden wie diese durch René Voillaume 1956 gegründet.
Die Kleinen Brüder vom Evangelium leben in kleinen Gemeinschaften von drei oder vier Brüdern und sind durch ihre Arbeit und ihren Lebensstil den armen und ausgegrenzten Menschen nahe. Sie sind auch in der Verkündigung und pastoralen Begleitung tätig.
Die Gemeinschaften erhalten keine Kirchensteuern und müssen sich selbst finanzieren. So ist es die Regel, dass Ordensbrüder regulärer weltlicher Arbeit nachgehen. Die Wohn- und Gebetsräume ihrer Gemeinschaften – meist sind es normale Mietwohnungen – liegen in normalen Wohngebieten, oftmals in Problembezirken.
Die Gemeinschaft zählt heute etwa 65 Mitglieder in sechzehn Ländern in Afrika, Asien, Europa und Amerika. In Deutschland sind die Ordensbrüder in Leipzig-Grünau ansässig. Ihre Mitglieder tragen keinen Habit oder eine andere vergleichbare Tracht, so dass sie nicht sofort als Ordensbrüder erkennbar sind.
In der Nacht vom 29. auf den 30. Juli 2002 wurde Yves Lescanne, kleine Bruder vom Evangelium, in Maroua, Kamerun, getötet. Der französische Bruder Yves Lescanne wurde am 20. März 1940 in Gironde geboren. Er kümmerte sich um die verlassenen Kinder in Maroua durch eine kleine Organisation: „la belle étoile“.